# Jandro (humorista)
Alejandro López García, más conocido como Jandro (Valencia, 1 de abril de 1977), es un actor, presentador de televisión, humorista, mago, director, guionista y escritor español.

## Biografía
Jandro es Campeón de España de Magia Cómica, con un humor muy característico e inimitable[cita requerida], experto en crear un tipo de magia no convencional. Perteneció a la patrulla mágica del Nada x Aquí de Cuatro, por el que recibieron el Premio Zapping a la Calidad en Televisión. Pese a estar licenciado en ingeniería de telecomunicaciones, en 2005 hizo su debut como guionista en el programa de televisión Buenafuente, terminando en 2006.
En el 2006 trabajó como colaborador en "No somos nadie" de M80Radio junto a Pablo Motos.
Desde 2005, participa como colaborador, director y guionista en el programa de televisión de Antena 3 —antes de Cuatro— El Hormiguero con numerosas secciones como "La Magia", "Cámaras ocultas con niños", "Retos Imposibles", "Juegos Interactivos", "Tocar el piano con los pies" y demás cosas.
En 2012 hizo su debut como actor con un pequeño cameo como un camarero en Dónde están las chicas. Actualmente se encuentra de gira por toda España con un show de magia cómica y locuras, que también trasmite en su página web oficial Jandro.TV.
En 2013 presentó el programa televisivo de Antena 3, Camera Kids. Sus cámaras ocultas cuentan con millones de seguidores en todo el mundo, habiéndose emitido en multitud de países.
En 2016 presenta junto con el presentador Manel Fuentes el programa televisivo 1, 2, 3... Hipnotízame.
Durante muchos años se dedicó a hacer magia a actores y otros invitados en el programa televisivo "El Hormiguero", en Antena 3 y de gira por teatros con su macro espectáculo de magia y humor "Descabellado"
En 2019 gana el trofeo "Fool Us" de Penn y Teller en Las Vegas y se convierte en el mago más rápido del mundo en conseguir el codiciado trofeo.
En 2020 vuelve a ganar el "Fool Us" por segundo año consecutivo y se convierte en el primer español de la historia en ganarlo dos veces.
En 2021 vuelve a ganar el "Fool Us" por tercer año consecutivo sin poder estar presente en el plató de Las Vegas (EE. UU.) donde se desarrolla habitualmente el programa a causa de las restricciones por la pandemia.
A finales del 2021 vuelve a ganar el "Fool Us" por cuarto año consecutivo.
En agosto del 2022 empieza a presentar "MAPI", el nuevo show del access prime time de RTVE1.
En 2023 ganó de nuevo un trofeo "Fool Us" en Las Vegas, engañando a Penn & Teller por quinta vez, convirtiéndose en - junto a Helen Coghlan - la persona en haber conseguido ese trofeo el mayor número de veces.

## Televisión
| Año       | Título                           | Canal              | Notas                     |
| --------- | -------------------------------- | ------------------ | ------------------------- |
| 2006-2008 | Nada x aquí                      | Cuatro             | Colaborador               |
| 2005-2006 | Buenafuente                      | Antena 3           | Colaborador               |
| 2006-2020 | El hormiguero                    | Cuatro / Antena 3  | Colaborador               |
| 2009      | Password                         | Cuatro / Antena 3  | Colaborador               |
| 2010      | Especial Nochevieja              | TVE                | Colaborador               |
| 2013      | Camera Kids                      | Antena 3           | Presentador               |
| 2016-2019 | Hipnotízame                      | Antena 3           | Presentador               |
| 2022      | Mapi                             | TVE                | Presentador               |
| 2023      | Got Talent España                | Telecinco          | Juez invitado             |
| 2024-2025 | Festival Internacional del Humor | Caracol Televisión | Mago y humorista invitado |